# Christoffelsymbole
In der Differentialgeometrie sind die Christoffelsymbole, nach Elwin Bruno Christoffel (1829–1900), Hilfsgrößen zur Beschreibung der kovarianten Ableitung auf Mannigfaltigkeiten. Sie geben an, um wie viel sich Vektorkomponenten bei der Parallelverschiebung entlang einer Kurve ändern. In älterer Literatur findet sich auch die Bezeichnung Christoffel’sche Dreizeigersymbole (erster und zweiter Art).
Im euklidischen Vektorraum sind die Christoffelsymbole die Komponenten der Gradienten der ko- und kontravarianten Basisvektoren eines krummlinigen Koordinatensystems. In der allgemeinen Relativitätstheorie dienen die Christoffelsymbole zur Herleitung des Riemannschen Krümmungstensors.

## Christoffelsymbole einer Fläche
In der klassischen Differentialgeometrie wurden die Christoffelsymbole erstmals für gekrümmte Flächen im dreidimensionalen euklidischen Raum definiert. Sei also {\displaystyle S\subset \mathbb {R} ^{3}} eine orientierte reguläre Fläche und {\displaystyle X\colon U\subset \mathbb {R} ^{2}\to S} eine Parametrisierung von {\displaystyle S}. Die Vektoren {\displaystyle \textstyle {\frac {\partial X}{\partial u}}(p)} und {\displaystyle \textstyle {\frac {\partial X}{\partial v}}(p)} bilden eine Basis der Tangentialebene {\displaystyle T_{p}S}, und mit {\displaystyle N_{p}} wird der Normalenvektor zur Tangentialebene bezeichnet. So bilden die Vektoren {\displaystyle \textstyle {\frac {\partial X}{\partial u}}(p),\ {\tfrac {\partial X}{\partial v}}(p),\ N_{p}} eine Basis des {\displaystyle \mathbb {R} ^{3}}. Die Christoffelsymbole {\displaystyle \Gamma _{ij}^{k}}, {\displaystyle i,j,k=1,2} werden bezüglich der Parametrisierung {\displaystyle X} dann durch das folgende Gleichungssystem definiert:
{\displaystyle \textstyle {\begin{aligned}{\frac {\partial ^{2}X}{\partial u^{2}}}&=\Gamma _{11}^{1}{\frac {\partial X}{\partial u}}+\Gamma _{11}^{2}{\frac {\partial X}{\partial v}}+h_{11}N\,,\\[0.5em]{\frac {\partial ^{2}X}{\partial u\partial v}}&=\Gamma _{12}^{1}{\frac {\partial X}{\partial u}}+\Gamma _{12}^{2}{\frac {\partial X}{\partial v}}+h_{12}N\,,\\[0.5em]{\frac {\partial ^{2}X}{\partial v\partial u}}&=\Gamma _{21}^{1}{\frac {\partial X}{\partial u}}+\Gamma _{21}^{2}{\frac {\partial X}{\partial v}}+h_{21}N\,,\\[0.5em]{\frac {\partial ^{2}X}{\partial v^{2}}}&=\Gamma _{22}^{1}{\frac {\partial X}{\partial u}}+\Gamma _{22}^{2}{\frac {\partial X}{\partial v}}+h_{22}N\,.\end{aligned}}}
Schreibt man {\displaystyle X_{1}} für {\displaystyle {\tfrac {\partial X}{\partial u}}}, {\displaystyle X_{2}} für {\displaystyle {\tfrac {\partial X}{\partial v}}} und {\displaystyle X_{11}}
für {\displaystyle {\tfrac {\partial ^{2}X}{\partial u^{2}}}}, {\displaystyle X_{21}}
für {\displaystyle {\tfrac {\partial ^{2}X}{\partial u\partial v}}} und {\displaystyle X_{22}}
für {\displaystyle {\tfrac {\partial ^{2}X}{\partial ^{2}v}}}, so lassen sich die definierenden Gleichungen zusammenfassend als
{\displaystyle X_{ij}=\sum _{k=1}^{2}\Gamma _{ij}^{k}X_{k}+h_{ij}N}
schreiben.
Aufgrund des Satzes von Schwarz gilt {\displaystyle {\tfrac {\partial X_{2}}{\partial u}}={\tfrac {\partial X_{1}}{\partial v}}}, das heißt, {\displaystyle X_{12}=X_{21}\,}, und daraus folgt die Symmetrie der Christoffelsymbole, das heißt {\displaystyle \Gamma _{12}^{1}=\Gamma _{21}^{1}} und {\displaystyle \Gamma _{12}^{2}=\Gamma _{21}^{2}}. Die Koeffizienten {\displaystyle h_{11}}, {\displaystyle h_{12}=h_{21}} und {\displaystyle h_{22}} sind die Koeffizienten der zweiten Fundamentalform.
Ist {\displaystyle \gamma \colon \left]a,b\right[\to S} eine Kurve bezüglich der gaußschen Parameterdarstellung {\displaystyle \gamma (t)=X{\bigl (}u_{1}(t),\,u_{2}(t){\bigr )}}, so ist der tangentiale Anteil ihrer zweiten Ableitung durch
{\displaystyle ({\ddot {\gamma }})^{\top }=\left({\ddot {u}}_{1}+\sum _{i,j=1}^{2}\Gamma _{ij}^{1}{\dot {u}}_{i}{\dot {u}}_{j}\right){\frac {\partial X}{\partial u_{1}}}+\left({\ddot {u}}_{2}+\sum _{i,j=1}^{2}\Gamma _{ij}^{2}{\dot {u}}_{i}{\dot {u}}_{j}\right){\frac {\partial X}{\partial u_{2}}}}
gegeben. Durch Lösen des Differentialgleichungssystems {\displaystyle ({\ddot {\gamma }})^{\top }=0} findet man also die Geodäten auf der Fläche.

## Allgemeine Definition
Die im vorigen Abschnitt definierten Christoffelsymbole kann man auf Mannigfaltigkeiten verallgemeinern. Sei also {\displaystyle M} eine {\displaystyle n}-dimensionale differenzierbare Mannigfaltigkeit mit einem Zusammenhang {\displaystyle \nabla }. Bezüglich einer Karte {\displaystyle (U,\varphi )} erhält man mittels {\displaystyle \textstyle \partial _{1}|_{p}:={\frac {\partial }{\partial \varphi ^{1}}}|_{p},\ldots ,\partial _{n}|_{p}:={\frac {\partial }{\partial \varphi ^{n}}}|_{p}} eine Basis des Tangentialraums {\displaystyle T_{p}M} und somit auch ein lokales Reper (Basisfeld) {\displaystyle \partial _{1},\ldots ,\partial _{n}} des Tangentialbündels.
Für alle Indizes {\displaystyle i} und {\displaystyle j} sind dann die Christoffelsymbole {\displaystyle \Gamma _{ij}^{k}} durch
{\displaystyle \nabla _{\partial _{i}}\partial _{j}=:\Gamma _{ij}^{k}\partial _{k}}
definiert. Die {\displaystyle n^{3}} Symbole {\displaystyle \Gamma _{ij}^{k}} bilden also ein System von Funktionen, welche vom Punkt der Mannigfaltigkeit abhängen (dieses System bildet aber keinen Tensor, s. u.).
Man kann die Christoffelsymbole auch für ein n-Bein, d. h. eine lokale Basis {\displaystyle E_{1},\ldots ,E_{n},} die nicht unmittelbar durch eine Karte festgelegt wird, gemäß
{\displaystyle \nabla _{E_{i}}E_{j}=:\Gamma _{ij}^{k}E_{k}}
definieren, wobei hier und im Folgenden die Summenzeichen gemäß der Einsteinschen Summenkonvention weggelassen werden.

## Eigenschaften

### Kovariante Ableitung von Vektorfeldern
Im Folgenden bezeichnet, genauso wie im vorigen Abschnitt, {\displaystyle \partial _{1},\ldots ,\partial _{n}} einen lokalen Rahmen, welcher durch eine Karte induziert wird, und {\displaystyle E_{1},\ldots ,E_{n}} einen beliebigen lokalen Rahmen.
Seien {\displaystyle X,Y\in \Gamma (TM)} Vektorfelder mit den in {\displaystyle U\subset TM} lokalen Darstellungen {\displaystyle X=X^{i}E_{i}} und {\displaystyle Y=Y^{j}E_{j}}. Dann gilt für die kovariante Ableitung von {\displaystyle Y} in Richtung von {\displaystyle X}:
{\displaystyle \nabla _{X}Y=(XY^{k}+X^{i}Y^{j}\Gamma _{ij}^{k})E_{k}.}
Dabei bezeichnet {\displaystyle XY^{k}} die Anwendung der Derivation {\displaystyle X} auf die Komponentenfunktion {\displaystyle Y^{k}}.
Wählt man einen lokalen Rahmen {\displaystyle \partial _{1},\ldots ,\partial _{n}}, der von einer Karte {\displaystyle \varphi } induziert wird, und wählt man für das Vektorfeld {\displaystyle X} speziell das Basisvektorfeld {\displaystyle \partial _{i}}, so erhält man
{\displaystyle \nabla _{\partial _{i}}Y=(\partial _{i}Y^{k}+Y^{j}\Gamma _{ij}^{k})\partial _{k}}
bzw. für die {\displaystyle k}-te Komponente
{\displaystyle (\nabla _{\partial _{i}}Y)^{k}=\partial _{i}Y^{k}+Y^{j}\Gamma _{ij}^{k}.}
Im Indexkalkül für Tensoren schreibt man dafür auch {\displaystyle Y_{;i}^{k}} oder {\displaystyle D_{i}Y^{k}}, während man die partielle Ableitung {\displaystyle {\tfrac {\partial (Y^{k}\circ \varphi ^{-1})}{\partial \varphi ^{i}}}} als {\displaystyle Y_{,i}^{k}} bezeichnet. Es ist bei {\displaystyle Y_{;i}^{k}} aber zu beachten, dass hier nicht nur die Komponente {\displaystyle Y^{k}} abgeleitet wird, sondern dass es sich um die {\displaystyle k}-te Komponente der kovarianten Ableitung des gesamten Vektorfelds {\displaystyle Y} handelt. Obige Gleichung schreibt sich dann als
{\displaystyle D_{i}Y^{k}={\frac {\partial Y^{k}}{\partial \varphi ^{i}}}+\Gamma _{ij}^{k}Y^{j}}
bzw.
{\displaystyle Y_{;i}^{k}=Y_{,i}^{k}+\Gamma _{ij}^{k}Y^{j}.}
Wählt man für {\displaystyle X} und {\displaystyle Y} den Tangentialvektor {\displaystyle {\dot {\gamma }}} einer Kurve {\displaystyle \gamma \colon \left]a,b\right[\to M} und ist {\displaystyle M} eine 2-dimensionale Mannigfaltigkeit, so hat {\displaystyle \nabla _{\dot {\gamma }}{\dot {\gamma }}} die gleiche lokale Darstellung bezüglich der Christoffelsymbole wie {\displaystyle ({\ddot {\gamma }})^{\top }} aus dem ersten Abschnitt.

### Christoffelsymbole bei riemannschen und pseudo-riemannschen Mannigfaltigkeiten
Sei {\displaystyle (M,g)} eine riemannsche oder pseudo-riemannsche Mannigfaltigkeit und {\displaystyle \nabla } der Levi-Civita-Zusammenhang. Der lokale Rahmen sei der durch eine Karte {\displaystyle (U,x)} induzierte {\displaystyle \partial _{1},\ldots ,\partial _{n}}.
Hier kann man die Christoffelsymbole durch
{\displaystyle \Gamma _{{\mu }{\nu }}^{\sigma }={\frac {1}{2}}g^{{\sigma }{\kappa }}\left({\frac {\partial g_{{\nu }{\kappa }}}{\partial x^{\mu }}}+{\frac {\partial g_{{\mu }{\kappa }}}{\partial x^{\nu }}}-{\frac {\partial g_{{\mu }{\nu }}}{\partial x^{\kappa }}}\right)}
aus dem metrischen Tensor {\displaystyle g} gewinnen, wobei, wie in der Allgemeinen Relativitätstheorie üblich, griechische Buchstaben für die Raumzeit-Indizes benutzt wurden. In diesem Fall sind die Christoffelsymbole symmetrisch, das heißt, es gilt {\displaystyle \Gamma _{{\mu }{\nu }}^{\sigma }=\Gamma _{{\nu }{\mu }}^{\sigma }} für alle {\displaystyle {\mu }} und {\displaystyle {\nu }}. Diese Christoffelsymbole nennt man auch Christoffelsymbole zweiter Art.
Als Christoffelsymbole erster Art werden die Ausdrücke
{\displaystyle \Gamma _{{\mu }{\nu }{\kappa }}={\frac {1}{2}}\left(\partial _{\mu }g_{{\nu }\kappa }+\partial _{\nu }g_{{\mu }{\kappa }}-\partial _{\kappa }g_{{\mu }{\nu }}\right)\,\,(=\Gamma _{{\mu }{\nu }}^{\sigma }\,g_{{\sigma }{\kappa }})}
bezeichnet.
Ältere, besonders in der Allgemeinen Relativitätstheorie verwendete Notationen sind für die Christoffelsymbole erster Art
{\displaystyle [\mu \nu ,\kappa ]=\Gamma _{\mu \nu \kappa }\ ,}
sowie für die Christoffelsymbole zweiter Art
{\displaystyle {\begin{Bmatrix}\sigma \\\mu \nu \end{Bmatrix}}=\Gamma _{\;\mu \nu }^{\sigma }\ .}

## Anwendung auf Tensorfelder
Die kovariante Ableitung kann von Vektorfeldern auf beliebige Tensorfelder verallgemeinert werden. Auch hier treten in der Koordinatendarstellung die Christoffelsymbole auf.
In diesem Abschnitt wird durchgehend der oben beschriebene Indexkalkül verwendet. Wie in der Relativitätstheorie üblich, werden die Indizes mit griechischen Kleinbuchstaben bezeichnet.
Die kovariante Ableitung eines Skalarfeldes {\displaystyle g} ist
{\displaystyle D_{\mu }g={\frac {\partial g}{\partial x^{\mu }}}.}
Die kovariante Ableitung eines Vektorfeldes {\displaystyle V^{\nu }\ } ist
{\displaystyle D_{\mu }V^{\nu }={\frac {\partial V^{\nu }}{\partial x^{\mu }}}+\Gamma _{\lambda \mu }^{\nu }V^{\lambda }}
und bei einem Kovektorfeld, also einem (0,1)-Tensorfeld {\displaystyle V_{\nu }} erhält man
{\displaystyle D_{\mu }V_{\nu }={\frac {\partial V_{\nu }}{\partial x^{\mu }}}-\Gamma _{\mu \nu }^{\lambda }V_{\lambda }.}
Die kovariante Ableitung eines (2,0)-Tensorfeldes {\displaystyle A^{\mu \nu }} ist
{\displaystyle D_{\lambda }A^{\mu \nu }={\frac {\partial A^{\mu \nu }}{\partial x^{\lambda }}}+\Gamma _{\rho \lambda }^{\mu }A^{\rho \nu }+\Gamma _{\rho \lambda }^{\nu }A^{\mu \rho }.}
Bei einem (1,1)-Tensorfeld {\displaystyle A_{\nu }^{\mu }} lautet sie
{\displaystyle D_{\lambda }A_{\nu }^{\mu }={\frac {\partial A_{\nu }^{\mu }}{\partial x^{\lambda }}}+\Gamma _{\rho \lambda }^{\mu }A_{\nu }^{\rho }-\Gamma _{\nu \lambda }^{\rho }A_{\rho }^{\mu }}
und für ein (0,2)-Tensorfeld {\displaystyle A_{\mu \nu }\ } erhält man
{\displaystyle D_{\lambda }A_{\mu \nu }={\frac {\partial A_{\mu \nu }}{\partial x^{\lambda }}}-\Gamma _{\mu \lambda }^{\rho }A_{\rho \nu }-\Gamma _{\nu \lambda }^{\rho }A_{\mu \rho }.}
Erst die hier auftretenden Summen bzw. Differenzen, nicht aber die Christoffelsymbole selbst, besitzen die Tensoreigenschaften (z. B. das korrekte Transformationsverhalten).